# Rhinobaccha peterseni
Rhinobaccha peterseni är en tvåvingeart som beskrevs av Ghorpade 1994. Rhinobaccha peterseni ingår i släktet Rhinobaccha och familjen blomflugor. Inga underarter finns listade i Catalogue of Life.